# Silvio Consadori
Silvio Consadori (Brescia, 1909 – Burano, 1994) è stato un pittore italiano.

## Biografia
Si formò all'Accademia Carrara di Bergamo e in seguito a Roma; esordì a Parigi, dove si era trasferito alla fine degli anni venti, e dove espose ai Salon. Al rientro in Italia nel 1935 iniziò la frequentazione dei pittori di Bagutta e dell'isola di Burano. Partecipò a quattro edizioni della Biennale di Venezia (1940, 1948, 1950 e 1958). Per più di trent'anni insegnò al liceo artistico di Brera.

## Opere
Fu pittore di scene di genere (gli interni dei caffè e le maternità furono fra i suoi soggetti più ricorrenti), mentre a partire dal dopoguerra si dedicò con costanza alla pittura sacra, realizzando anche numerosi affreschi in chiese italiane.

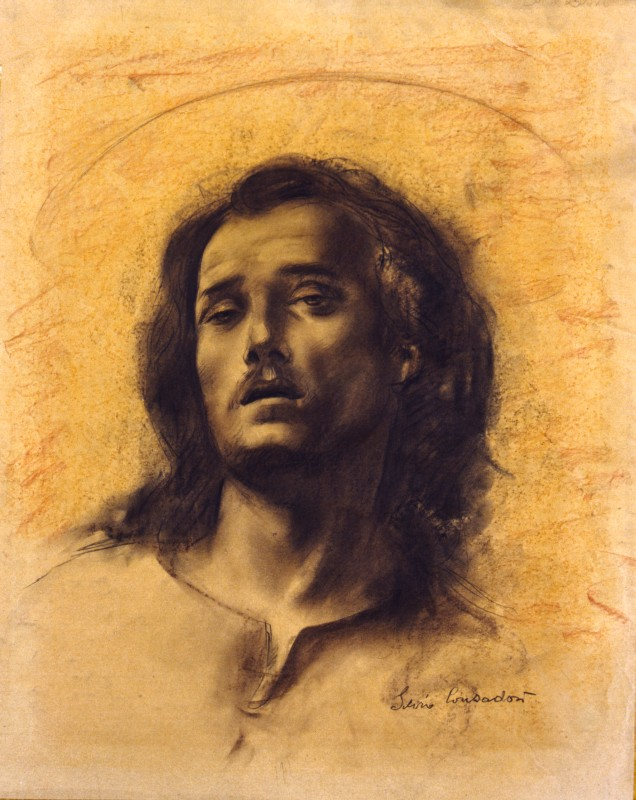
Studio per Gesù alla colonna (1959 circa) Collezioni d'arte della Fondazione Cariplo
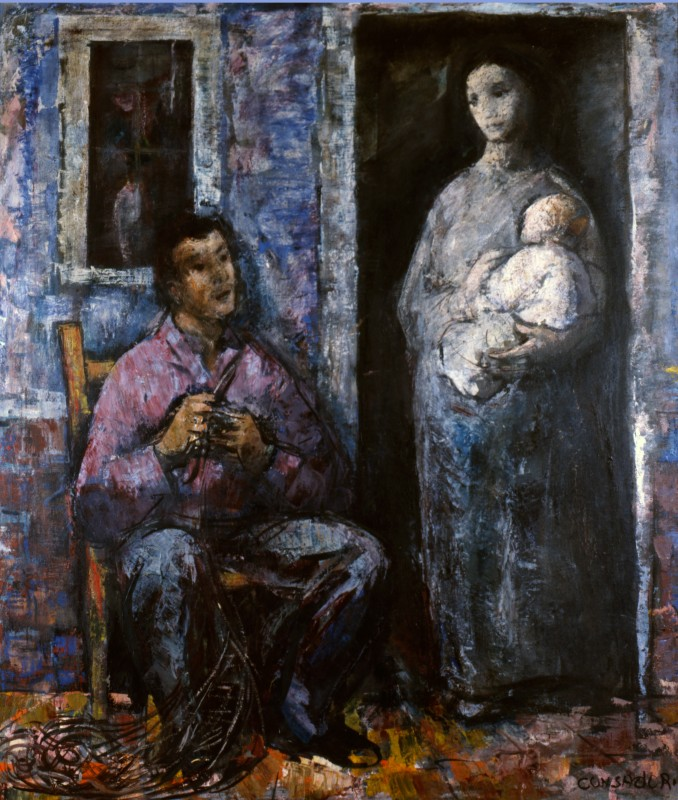
Famiglia buranella (1962 circa) Collezioni d'arte della Fondazione Cariplo
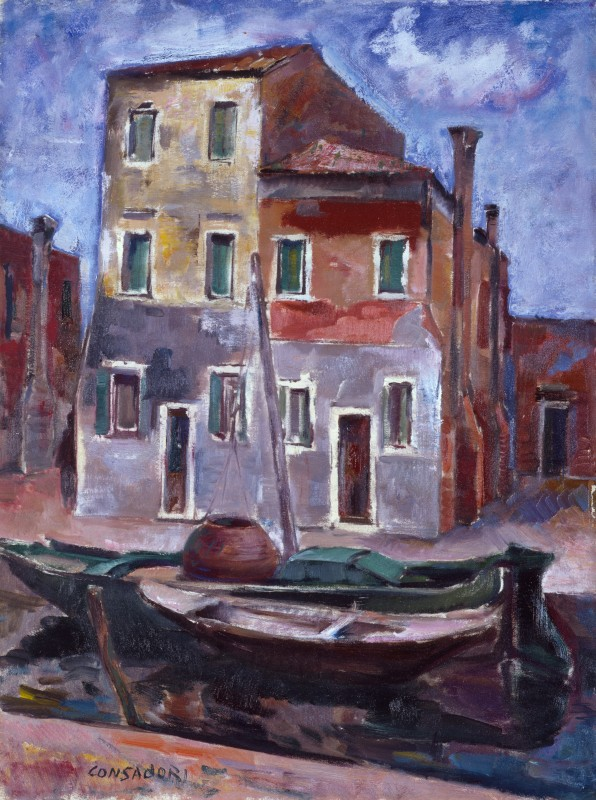
Burano (1963 circa) Collezioni d'arte della Fondazione Cariplo